# The Racers
The Racers – amerykański dramat filmowy w reżyserii Henry’ego Hathaway’a, którego premiera odbyła się w styczniu 1955 roku.

## Obsada
Źródło: Rotten Tomatoes

- Kirk Douglas – Gino
- Bella Darvi – Nicole
- Gilbert Roland – Dell'Oro
- Cesar Romero – Carlos
- Lee J. Cobb – Maglio
- Katy Jurado – Maria
- Charles Goldner – Piero
- John Hudson – Michel Caron
- George Dolenz – Count Salem
- Agnes Laury – Toni

## Produkcja i premiera
Produkcja filmu odbywała się od 2 kwietnia do początku października 1954 roku. Premiera filmu odbyła się w styczniu 1955 roku.

## Odbiór
Film zarobił 1 750 000 dolarów w Stanach Zjednoczonych.